# Museo de las Ciencias Naturales

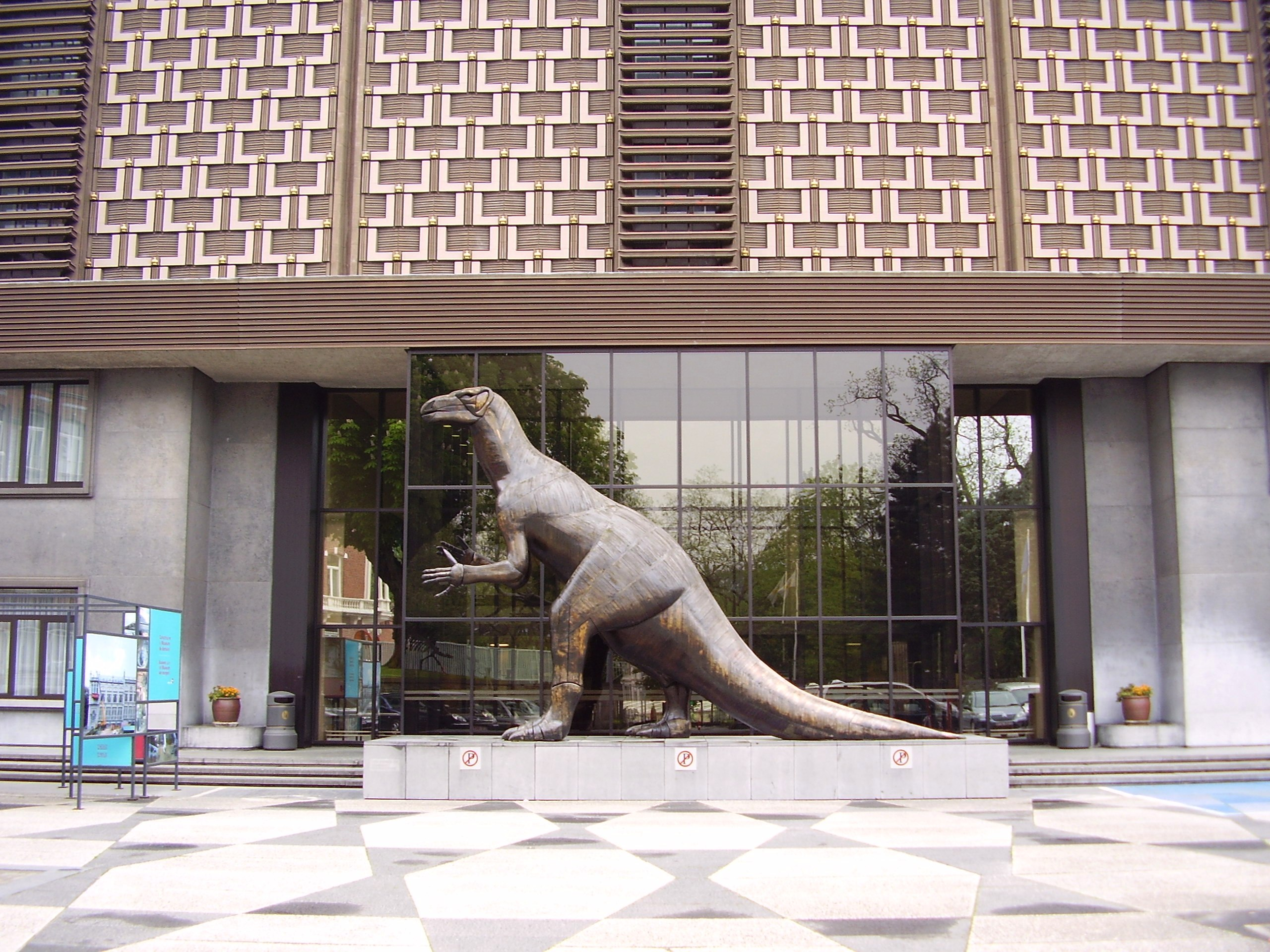
Entrada del museo

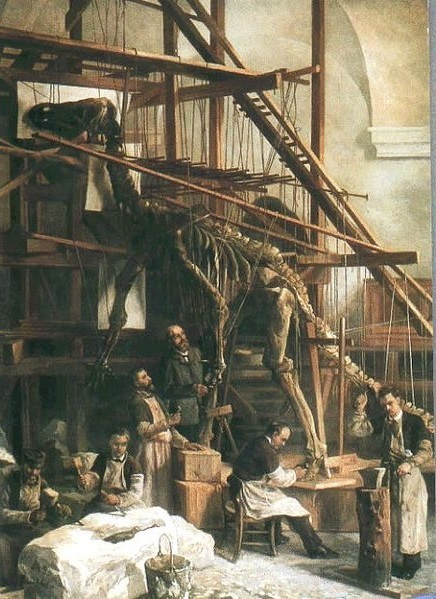
Louis de Pauw supervisando el primer montaje de un esqueleto de iguanodon en 1882. La reconstrucción en esta postura bípeda fue diseñada y dirigida por Louis Dollo (pintura de L. Becker expuesta en el museo).

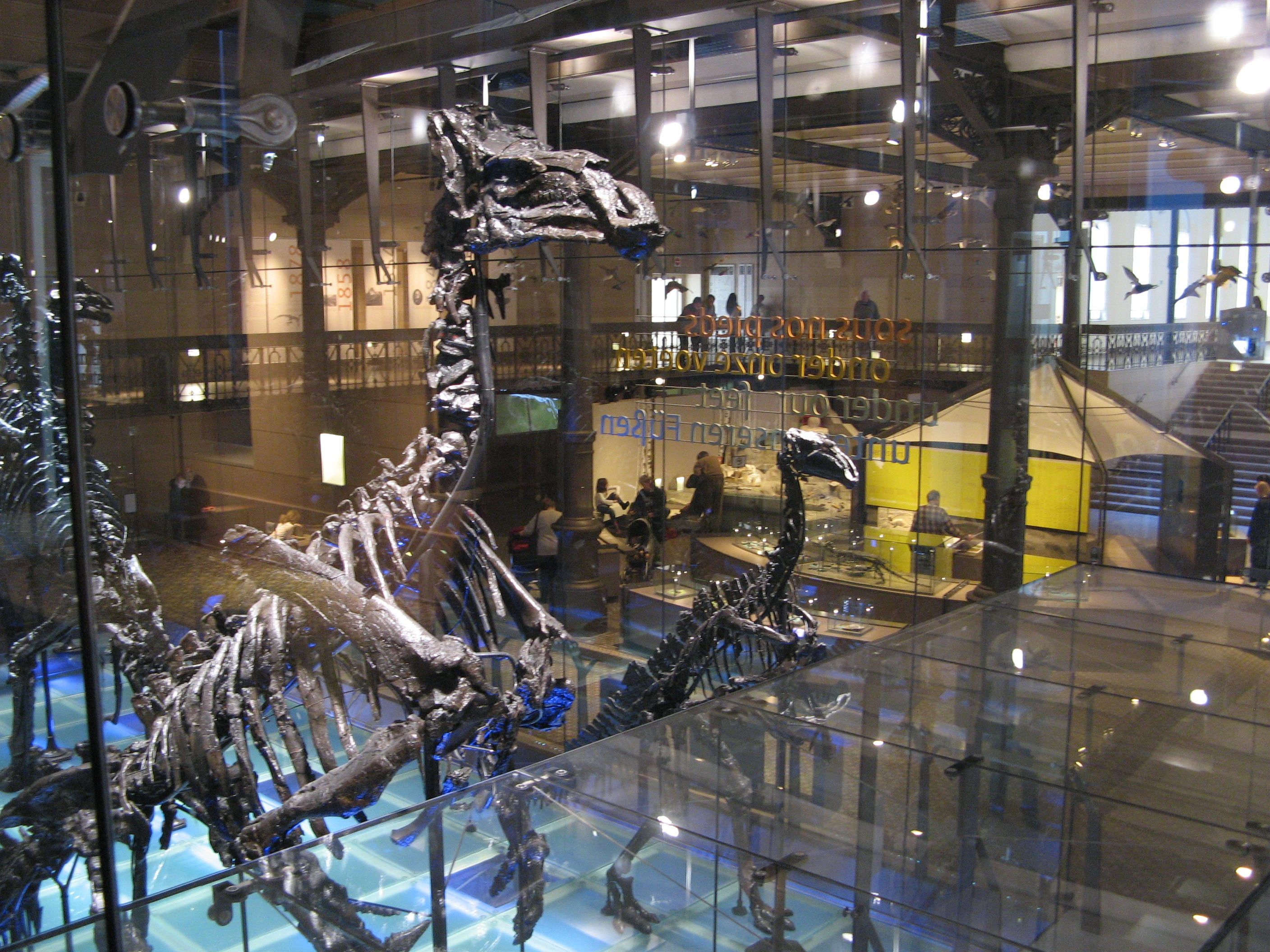
Esqueletos de iguanodontes montados hacia 1885

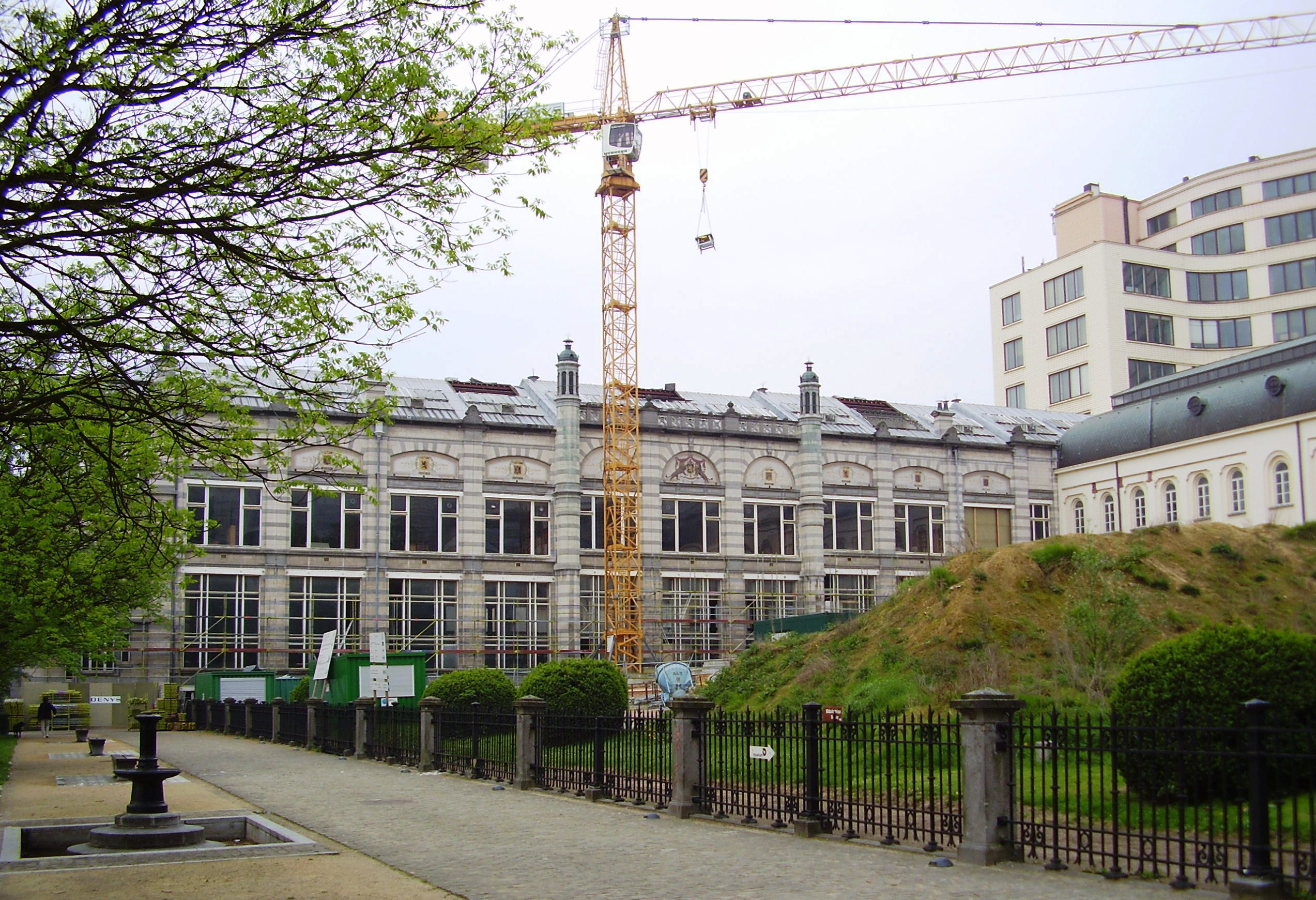
Ala Janlet vista desde el parque (en curso de renovación)

El Museo de las Ciencias Naturales (en francés, Muséum des sciences naturelles), es un museo de historia natural situado en el Parque Leopoldo de Bruselas, la capital de Bélgica. Desde su fundación el museo está regido por una de las más importantes instituciones científicas belgas, el Real Instituto Belga de Ciencias Naturales.
Entre las piezas más importantes del museo se cuentan 30 esqueletos fosilizados de Iguanodon, descubiertos en 1878 en el yacimiento de Bernissart. Otra pieza famosa, entre otras, es el hueso de Ishango, que fue descubierto en 1960 por Jean de Heinzelin de Braucourt.

## Historia
El museo fue fundado el 31 de marzo de 1846 como sucesor del Museum van Brussel de 1802. Se basaba en la colección iniciada por el Príncipe Charles Alexander de Lorena, que databa del siglo XVIII. Bernard du Bus de Gisignies, fue su primer director en 1846. Para esta ocasión, donó 2474 pájaros de su propia colección al museo.
En 1860, durante la construcción de las nuevas fortificaciones alrededor de Amberes, una gran cantidad de fósiles fueron encontrados, muchos de ellos de ballenas. El museo también obtuvo esqueletos de ballena boreal (Balaena mysticetus) y una joven ballena azul (Balaenoptera musculus), las cuales aún se muestran en el museo.
En 1860 el esqueleto de un mamut fue encontrado cerca de Lier y llevado al museo (mostrado desde 1869). En ese momento el único esqueleto de mamut expuesto al público se encontraba en San Petersburgo (Rusia).
En 1878, el mayor descubrimiento hasta la fecha de fósiles de Iguanodon, ocurrió en una mina de carbón en Bernissart (Bélgica). Por lo menos 38 ejemplares de Iguanodon fueron desenterrados, de los cuales 30 son mostrados en el museo desde 1882.
Desde 2007, una completa, ampliada y renovada sala de dinosaurios de 4.580 m², será la mayor sala de dinosaurios del mundo.